# Хайнрихсталь
Хайнрихсталь (нем. Heinrichsthal) — община в Германии, в земле Бавария. 
Подчиняется административному округу Нижняя Франкония. Входит в состав района Ашаффенбург. Подчиняется управлению Хайгенбрюккен.  Население составляет 869 человек (на 31 декабря 2010 года). Занимает площадь 4,52 км².
Община подразделяется на 4 сельских округа.

## Население
По оценке на 31 декабря 2015 года население общины Хайнрихсталь составляет 835 чел. 

| Дата      | 1840 | 1871 | 1900 | 1925 | 1939 | 1950 | 1961 | 1970 | 1987 | 2011 |
| --------- | ---- | ---- | ---- | ---- | ---- | ---- | ---- | ---- | ---- | ---- |
| Население | 621  | 609  | 548  | 625  | 651  | 747  | 745  | 848  | 892  | 860  |

| Год       | 1960 | 1970 | 1980 | 1990 | 2000 | 2009 | 2010 | 2011 | 2012 | 2013 | 2014 | 2015 |
| --------- | ---- | ---- | ---- | ---- | ---- | ---- | ---- | ---- | ---- | ---- | ---- | ---- |
| Население | 760  | 841  | 822  | 982  | 952  | 886  | 869  | 854  | 842  | 842  | 842  | 835  |